# Jay Hart
Pour les articles homonymes, voir Hart.
Jay Robert Hart est un décorateur américain qui travaille à Hollywood depuis le début des années 1990. Hart et la directrice artistique Jeannine Oppewall ont été nommés pour l'Oscar de la meilleure direction artistique (maintenant l'Oscar des meilleurs décors) pour L.A. Confidential (1997) et Pleasantville (1998). Avec la décoratrice Hannah Beachler, il a remporté l'Oscar des meilleurs décors de production pour Black Panther (2018). 

## Filmographie
- Wayne's World (1992)
- Gladiateurs (1992)
- Forever Young (1993)
- Coneheads (1993)
- Striking Distance (Piège en eaux troubles, 1993)
- Wayne's World 2 (1993)
- Clear and Present Danger (Danger immédiat, 1994)
- Losing Isaiah (1995)
- Sur la route de Madison (1995)
- Virtuosity (Programmé pour tuer, 1995)
- The Late Shift (en) (1996)
- Phenomenon (Phénomène, 1996)
- L.A. Confidential (1997)
- Pleasantville (1998)
- L'Autre Sœur (1999)
- Fight Club (1999)
- Wonder Boys (2000)
- Swordfish (Opération Espadon, 2001)
- Punch-Drunk Love (2002)
- Waking Up in Reno (Une chambre pour quatre, 2002)
- Terminator 3 : Le Soulèvement des machines (2003)
- Spider-Man 2 (2004)
- Rumor Has It... (La rumeur court..., 2005)
- Blades of Glory (Les Rois du patin, 2007)
- 3 h 10 pour Yuma (2007)
- Mr. Woodcock (2007)
- The Happening (Phénomènes, 2008)
- Edge of Darkness (Hors de contrôle, 2010)
- Date Night (Crazy Night, 2010)
- Knight and Day (Night and Day, 2010)
- Machine Gun Preacher (Machine Gun, 2011)
- Terminator Genisys (2015)
- Independence Day: Resurgence (2016)
- Les Gardiens de la Galaxie Vol. 2 (2017)
- Black Panther (2018)
- Triple frontière (2019)